# 인천광역시서부교육지원청
인천광역시서부교육지원청(仁川廣域市西部敎育支援廳, Incheon Seobu Office of Education)은 인천광역시 서구(청라국제도시 포함)의 교육 사무를 관할하기 위해 인천광역시교육청 산하에 설치된 교육지원청이다. 본래 계양구도 이곳 관할이었으나, 2024년 3월 1일자로 인천광역시북부교육지원청으로 이관되었다.
교육장은 장학관으로 보한다.

## 산하기관

### 초등학교
| - 인천가림초등학교 - 인천가석초등학교 - 인천가정초등학교 - 인천가좌초등학교 - 인천가현초등학교 - 인천간재울초등학교 - 인천건지초등학교 - 인천검단초등학교 - 인천검암초등학교 - 인천경명초등학교 | - 인천경서초등학교 - 인천공촌초등학교 - 인천금곡초등학교 - 인천능내초등학교 - 인천단봉초등학교 - 인천당하초등학교 - 인천마전초등학교 - 인천목향초등학교 - 인천발산초등학교 - 인천백석초등학교 | - 인천봉수초등학교 - 인천봉화초등학교 - 인천불로초등학교 - 인천서곶초등학교 - 인천석남서초등학교 - 인천석남초등학교 - 인천신석초등학교 - 인천신현북초등학교 - 인천신현초등학교 - 인천심곡초등학교 | - 인천양지초등학교 - 인천완정초등학교 - 인천왕길초등학교 - 인천원당초등학교 - 인천은지초등학교 - 인천창신초등학교 - 인천천마초등학교 - 인천청라초등학교 - 인천청람초등학교 - 인천초은초등학교 | - 인천해원초등학교 - 인천청호초등학교 |

### 중학교
| - 가정여자중학교 - 가좌중학교 - 간재울중학교 - 검단중학교 - 검암중학교 - 동인천여자중학교 | - 마전중학교 - 백석중학교 - 불로중학교 - 서곶중학교 - 신현여자중학교 - 신현중학교 | - 원당중학교 - 인천가좌여자중학교 - 인천가현중학교 - 인천당하중학교 - 인천석남중학교 - 인천아라중학교 | - 인천청라중학교 - 인천초은중학교 - 인천해원중학교 - 제물포중학교 - 인천청람중학교 - 인천청호중학교 |

## 같이 보기
- 대한민국 교육부